# The Abandoning
«The Abandoning» es el segundo sencillo grabada por la banda de metal alternativo estadounidense Love and Death. El video fue filmado el 10 de noviembre de 2012 por Daniel Davison y fue lanzado el 28 de enero de 2013. La canción ocupa el número 6 en US Christian Rock.

## Letra
La canción emula temas giran en torno a la dedicación a Cristo, una confrontación con malas acciones anteriores y contrición, así como una nueva confianza en el futuro.

## Video musical
El video comienza con dos personas en trajes blancos arrastrando dos mujeres en una habitación. Las dos personas en trajes blancos son entonces ven sosteniendo cuerdas sobre Brian Welch en el cuello con mensajes largos mientras canta. Una de las mujeres se ve en una camilla con una máscara de oxígeno sobre su boca, mientras que la otra mujer está sentada en una silla con las manos atadas detrás de él con una cuerda y las piernas limitados juntos. Welch es arrastrado entonces mientras yacía en el suelo. La mujer sigue luchando por liberarse, haciendo que la silla a caer en su lado y su poder ponerse de pie, la desactivación de la cámara de seguridad y quitar la máscara de la otra mujer que estaba teniendo convulsiones. La pantalla de vídeo a transmitir el contenido de la cámara de seguridad luego explota, afectando a las dos personas en trajes blancos. Las mujeres, vestidas con trajes, entonces van de la mano planta en la mano, escapando de su destino casi mortal.

## Puesto
| Listas (2012)                 | Posición |
| ----------------------------- | -------- |
| US Christian Rock (Billboard) | 6        |

## Personal
- Brian "Head" Welch – Guitarra, Vocalista principal
- Michael Valentine – bajo, coros
- JR Bareis – Guitarra líder, coros
- Dan Johnson – batería